# Massacre d'Acca Larenzia
L'assassinat d'Acca Larenzia ou « massacre d'Acca Larenzia » (nom forgé dans la presse italienne de l'époque) est un double assassinat politique, commis par plusieurs militants d'extrême gauche, à Rome le 7 janvier 1978, devant le siège du Mouvement social italien (MSI, parti néofasciste et nationaliste de l'après-guerre), situé via Acca Larenzia, dans le quartier de Tuscolano.

## Contexte et déroulement

### Les années de plomb et la multiplication des violences politiques néofascistes
L'événement se déroule dans le contexte tendu des années de plomb, en Italie. La période est ponctuée par une série d'attentats meurtriers qui pour certains sont restés impunis. La quasi-totalité de ces tueries de masse sont le fait d'organisations néo-fascistes – parfois en lien avec des services déviants de l'État – désireuses d'attiser la stratégie de la tension et de pousser la démocratie italienne vers un régime autoritaire, en réaction à la violence. Les activistes d'extrême gauche, quant à eux, n'ont eu recours qu'exceptionnellement aux attentats aveugles, préférant frapper des cibles ponctuelles, symboliques, et bien identifiées. Entre 1968 et 1974, 140 attentats sont répertoriés en Italie. Les années qui précèdent immédiatement l'assassinat d'Acca Larenzia sont notamment marquées par quatre attentats majeurs : 
- Attentat néo-fasciste de Peteano, à Gorizia : le 31 mai 1972, à Peteano (Sagrado), un appel anonyme incite une patrouille de carabiniers à fouiller un véhicule piégé. Trois agents trouvent la mort, deux autres sont blessés. Vincenzo Vinciguerra, membre d'Ordine Nuovo confesse le crime. Il est condamné à la perpétuité[1].
- Attentat anarchiste de la Préfecture de police, à Milan : le 17 mai 1973, devant la Préfecture de police, une grenade fait 4 morts et 52 blessés lors d'une commémoration en mémoire du commissaire Calabresi.
- Attentat néo-fasciste de la piazza della Loggia : le 28 mai 1974, un bombe, cachée dans une poubelle, explose sur la piazza della Loggia, à Brescia, pendant une manifestation syndicale. On relève 8 morts et 103 blessés. Malgré les preuves qui incriminent la sphère néo-fasciste et des éléments déviants des services de l'État, le 16 novembre 2010, la Cour d'assises de Brescia innocente tous les accusés : Carlo Maria Maggi et Delfo Zorzi, membres d'Ordine nuovo, l'ex-général Francesco Delfino, l'homme politique Pino Rauti et l'ancien agent du SID, Maurizio Tramonte, laissant ainsi l'attentat impuni[2]. En 2014, la Cour de cassation a confirmé l'innocence de Zorzi, mais annulé l'absolution de Maggi et de Tramonte, qui devront à nouveau comparaître. Rauti est mort entretemps[3].
- Attentat néo-fasciste de l'Italicus : le 4 août 1974, une bombe déposée à bord du train Italicus explose à hauteur de San Benedetto Val di Sambro, dans la province de Bologne, faisant 12 morts et 48 blessés. L'attentat est revendiqué par le groupuscule néo-fasciste Ordine Nero : « Nous avons voulu démontrer à la nation que nous sommes capables de poser une bombe où nous le voulons, à n'importe quelle heure, dans n'importe quel lieu, comme bon nous semble »[4]. Les militants néo-fascistes accusés, Mario Tuti et Luciano Franci, seront blanchis par le tribunal de Bologne, mais l'implication de la loge P2 sera confirmée par le jugement[5],[6].

Après une période de relatif apaisement, les tensions repartent à la hausse en 1977, qui marque un apogée dans l'agitation de l'extrême gauche italienne. Primo Moroni et Nanni Balestrini résument ainsi le contexte de l'époque : « En 77 se répand partout le conflit politique et culturel qui se ramifie dans toutes les branches de la société et qui va caractériser toute la décennie, un affrontement violent, peut-être le plus violent qui ait jamais eu lieu depuis l'Unification, entre les classes et à l'intérieur même de chaque classe. Quarante mille personnes inculpées, quinze mille arrêtées, quatre mille condamnés à des milliers d'années de prison, sans compter les morts et les blessés, par centaines, des deux côtés. »
Pour le philosophe Robert Maggiori, « le Mouvement de 1977 se caractérise par trois âmes , l’une pacifiste, anti-autoritaire, luttant pour les droits civils; l’autre spontanéiste, transgressive, appelant à la désobéissance civile, attirée par la contre-culture (freaks, indiens métropolitains); et la troisième, plus dure politiquement, intransigeante, violente, qui préconisait (et mènera) la lutte armée ».

### L'attaque d'Acca Larenzia
Le 7 janvier 1978, vers 18 h 20 (heure de Rome), cinq jeunes militants du MSI, membres de son organisation de jeunesse le Fronte della Gioventù,s'apprêtant à quitter le siège de leur parti, via Acca Larenzia, sont atteints par des tirs provenant de plusieurs armes automatiques, vraisemblablement des mitraillettes de type Skorpion, maniées par un groupe de cinq ou six personnes.
L'un des militants, Franco Bigonzetti, 20 ans, en première année de médecine, est tué sur le coup. Le mécanicien Vincenzo Segneri, blessé au bras, rentre dans le siège du parti et, avec les deux autres militants indemnes - Maurizio Lupini, responsable des comités de quartier, et l'étudiant Giuseppe D'Audino -, ils s'abritent derrière la porte blindée marquant l'entrée du siège du parti, échappant ainsi à l'embuscade. Francesco Ciavatta, étudiant âgé de 18 ans, alors seulement blessé, tente de s'enfuir par l'escalier situé à côté de l'entrée du local du parti mais, poursuivi par les assaillants, il reçoit une nouvelle balle dans le dos ; il meurt dans l'ambulance lors de son transport à l'hôpital.
Dans les heures qui suivent l'attaque, la nouvelle de l'embuscade se répand parmi les militants du MSI, causant le rassemblement d'une foule d'activistes néofascistes sur les lieux. Là, peut-être à cause du geste imprudent d'un journaliste qui aurait jeté un mégot de cigarette dans le sang figé au sol d'une des victimes, des affrontements éclatent, entre les militants et les journalistes de la RAI, provoquant l'intervention de la police qui tente de faire place nette grâce à des charges et des jets de gaz lacrymogènes.
Un troisième militant, de droite sociale, Stefano Recchioni est tué quelques heures plus tard, peut-être par un capitaine des carabiniers au cours d'affrontements avec la police qui éclatent lors d'une manifestation spontanée des groupes néofascistes qui dégénère sur le lieu de l'embuscade.

## Revendications et conséquences

### Montée des tensions entre groupes révolutionnaires armés
L'attaque fut revendiquée par l'envoi d'une cassette audio par le groupe des Nuclei armati per il contropotere territoriale, ou Noyaux armés de contre-pouvoir territorial, et a contribué à une aggravation de la violence politique entre les différentes factions extrémistes opposées dans l'Italie des années de plomb, ainsi qu'au maintien d'un état de tension caractéristique de la République italienne de l'après-guerre.
Ces événements marquent le début d'une nouvelle vague de terrorisme d'extrême droite (revendiquée en particulier par le groupe armé des Noyaux armés révolutionnaires, autre organisation néofasciste des années de plomb). En réaction à l'assassinat, une seconde génération d'activistes de l'extrême droite italienne s'engage dans un cycle de violence contre l'extrême gauche italienne et bascule dans le terrorisme.
Cette deuxième vague prend aussi pour cible l'État italien, considéré comme complice de la gauche,,,, en particulier en s'attaquant à des magistrats, notamment des juges et à des représentants des forces de l'ordre.

### Usage politique et mémoriel par l'extrême droite italienne
L'assassinat servit à l'extrême droite italienne à légitimer la résurgence de sa violence en se considérant comme victime d'une conspiration alliant extrême gauche et État. L'assassinat, parfois présenté comme le déclencheur de la violence politique néofasciste, se place cependant dans un contexte de tensions antérieures, la violence d'extrême droite, radicalisée après cet évènement, préexistant largement avant l'événement en Italie.
Cet attentat, devenu un élément majeur de la mythologie d'extrême droite en Italie, est toujours commémoré par les militants d'extrême droite, nationalistes et néofascistes italiens, ce qui suscite des condamnations à l'occasion desquelles plusieurs représentants politiques ou partis italiens réclament l'interdiction de ces manifestations et la dissolution des mouvements d'extrême droite,. L'attentat a été revendiqué par les Nuclei Armati per il Contropotere Territoriale (it), mais est resté impuni à ce jour.